# Antje Hermenau

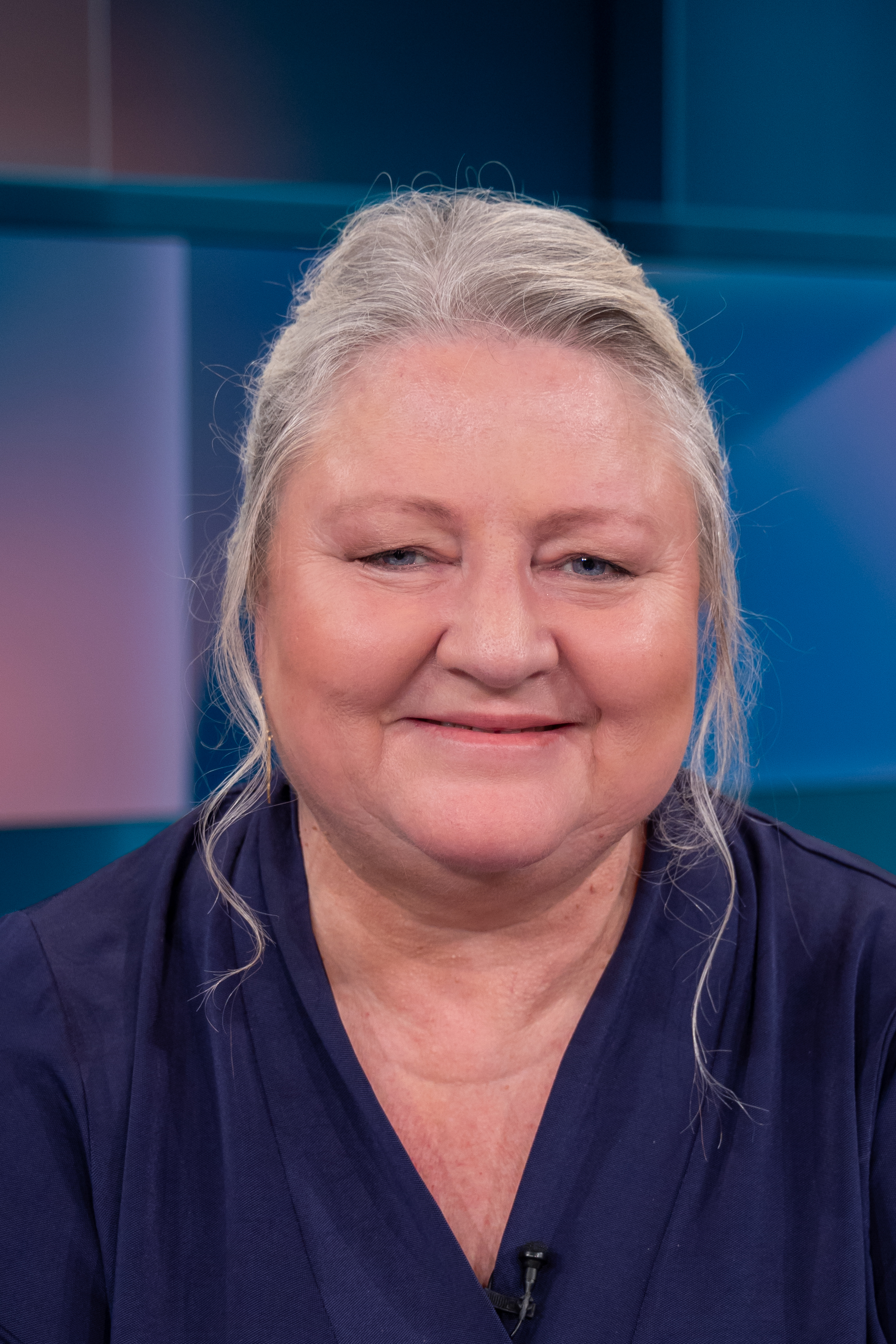
Antje Hermenau (2024)

Elisabeth Antje Sina Hermenau (* 3. Juli 1964 in Leipzig) ist eine deutsche Politikerin. Ihre politischen Aktivitäten begann sie in der Wendezeit, als sie Mitglied des Runden Tischs der Stadt Leipzig war. Von 1990 bis 1994 war Hermenau erstmals Mitglied des Sächsischen Landtags. Zwischen 1994 und 2004 war sie Mitglied des Deutschen Bundestages für Bündnis 90/Die Grünen. 2004 gab sie nach dem Wiedereinzug von Bündnis 90/Die Grünen Sachsen in den Landtag ihr Bundestagsmandat auf, um als Abgeordnete und Fraktionschefin der bündnisgrünen Landtagsfraktion tätig zu sein. Im September 2014 erklärte Hermenau ihren Rückzug von allen politischen Ämtern. Im Januar 2015 trat sie nach 25 Jahren aus der Partei aus.

## Leben
Antje Hermenau wurde am 3. Juli 1964 als Tochter einer Hausfrau und eines Metallarbeiters in Leipzig geboren und wuchs in einfachen Verhältnissen auf. Sie besuchte keinen Kindergarten oder Hort. Ihre Kindheit beschreibt sie als frei und unabhängig, diese Zeit erlebte sie als prägend.
1983 legte sie das Abitur an der Erweiterten Oberschule (EOS) Thomas in Leipzig ab und nahm im selben Jahr ein Lehramtsstudium mit der Fachrichtung Deutsch und Englisch an der Karl-Marx-Universität Leipzig auf. Während des Studiums arbeitete sie nebenbei als Nachtwächterin, um vom Elternhaus finanziell unabhängig zu werden. Mit der Diplomarbeit zum Politischen Wortschatz im KSZE-Prozeß erwarb Hermenau 1989 den Grad der Diplomlehrerin. Anschließend war sie als Lehrerin an der 4. Oberschule Leipzig tätig. 1990 heiratete sie den US-Amerikaner David Rush. Von 2000 bis 2002 belegte sie ein berufsbegleitendes Studium der Verwaltungswissenschaften an der Deutschen Universität für Verwaltungswissenschaften Speyer, das sie mit dem Magister abschloss. Bis heute ruht ihre Tätigkeit im öffentlichen Dienst Sachsen als Lehrerin. Nach ihrem Rückzug von allen politischen Ämtern im September 2014 meldete Hermenau in Dresden ein Kleingewerbe als politische Beraterin an. Am 4. Juni 2016 wurde Hermenau zur Vizepräsidentin des Verbands der Redenschreiber deutscher Sprache gewählt.
Seit 1990 wohnt sie in Dresden. Ihre Ehe mit David Rush hielt vier Jahre, nach der Scheidung nahm Antje Rush wieder ihren Geburtsnamen Hermenau an.
Seit 2006 ist sie Mutter eines Sohnes.

## Politisches Engagement

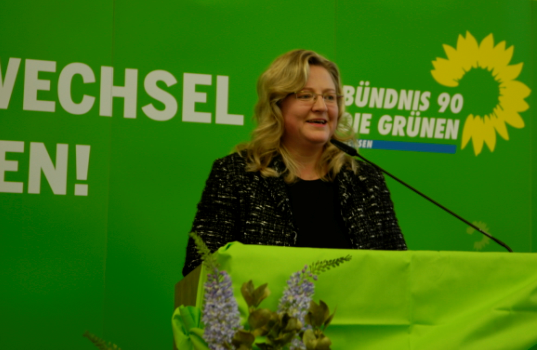
Antje Hermenau beim Landesparteitag 2008 in Dresden

Mit den Ereignissen der Wendezeit wurden die Rushs politisiert. Während ihr Mann bei Demokratie Jetzt aktiv war, beteiligte sich Antje Rush bei der Grünen Partei in der DDR. Im Februar 1990 übernahm Antje Rush den Sitz der Grünen am Runden Tisch der Stadt Leipzig, wo sie unter anderem Wolfgang Tiefensee kennenlernte. Bei den ersten freien Kommunalwahlen der DDR am 6. Mai 1990 kandidierte sie erfolglos für den Leipziger Stadtrat. In der Folgezeit wirkte sie als einzige Frau an der Gründung eines sächsischen Landesverbandes der Grünen mit. Auf der Gründungsversammlung des grünen Landesverbandes im September 1990 in Freiberg wurde sie auf den 10. Platz der gemeinsamen Listenverbindung des Neuen Forums mit anderen Bürgerbewegungen und den Grünen gewählt. Dort lernte sie auch die späteren Landtagsabgeordneten Klaus Gaber und Kornelia Müller kennen. Bei den ersten sächsischen Landtagswahlen am 14. Oktober 1990 erreichte die Listenverbindung 5,6 % und zehn Sitze. Damit zog Rush als jüngste der zehn Fraktionsmitglieder des Forums in den ersten Sächsischen Landtag ein. In der Landtagsfraktion unter ihrem Vorsitzenden Klaus Gaber bearbeitete sie Fragen der Bildungspolitik in Sachsen.

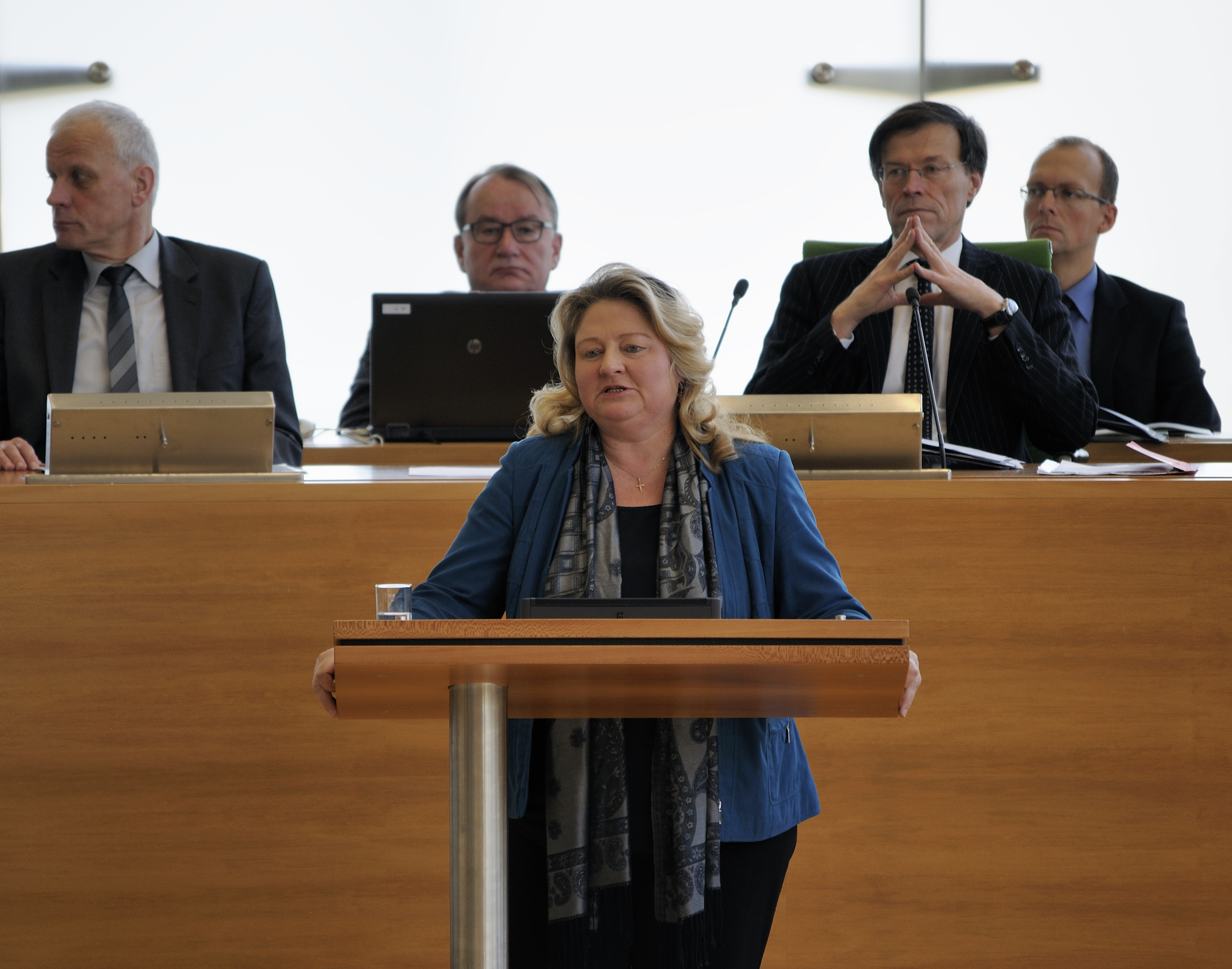
Antje Hermenau im Sächsischen Landtag (2013)

Bei der Wahl für die sächsische Landesliste zur Bundestagswahl 1994 wurde Antje Rush auf den zweiten Platz hinter Werner Schulz gewählt. Nachdem am 11. September 1994 Bündnis 90/Die Grünen mit 4,1 % der Listenstimmen den Wiedereinzug in den zweiten Sächsischen Landtag verfehlt hatte, erhielt die Partei bei der fünf Wochen später stattfindenden Wahl zum 13. Deutschen Bundestag 4,8 % der sächsischen Listenstimmen. Der sächsische Landesverband von Bündnis 90/Die Grünen durfte zwei Abgeordnete entsenden und Hermenau wurde Mitglied des Deutschen Bundestages. Dort betätigte sie sich im Haushaltsausschuss. 1998 zog Hermenau erneut über den ersten Platz der bündnisgrünen Landesliste Sachsens in den Deutschen Bundestag ein. Erneut war sie Mitglied des Haushaltsausschusses.
Bei der sächsischen Landtagswahl am 19. September 2004 war sie Spitzenkandidatin der Grünen. Während des Wahlkampfes, bei dem Bündnis 90/Die Grünen thematisch Umweltfragen, Schul- und Hochschulpolitik und Kultur in den Vordergrund rückten, repräsentierte Antje Hermenau personell den bündnisgrünen Landesverband. Unter dem Titel „Sachsens grüne Power-Frau. Antje Hermenau“ verfolgten die sächsischen Bündnisgrünen die Form der Personalisierung im Landtagswahlkampf. Mit dieser Wahl gelang der bündnisgrünen Landespartei mit 5,1 % der Listenstimmen (6 Mandate) der Sprung zurück in den Sächsischen Landtag. Unter anderem wird die frühzeitige und relativ unumstrittene Einigung auf Hermenau als Spitzenkandidatin und ihre Zusicherung, beim Einzug in den Landtag ihr Bundestagsmandat aufzugeben, als einer von mehreren Faktoren für den Erfolg der Grünen angesehen. Nachrückerin für das aufgegebene Bundestagsmandat war Monika Lazar aus dem Landkreis Leipzig.

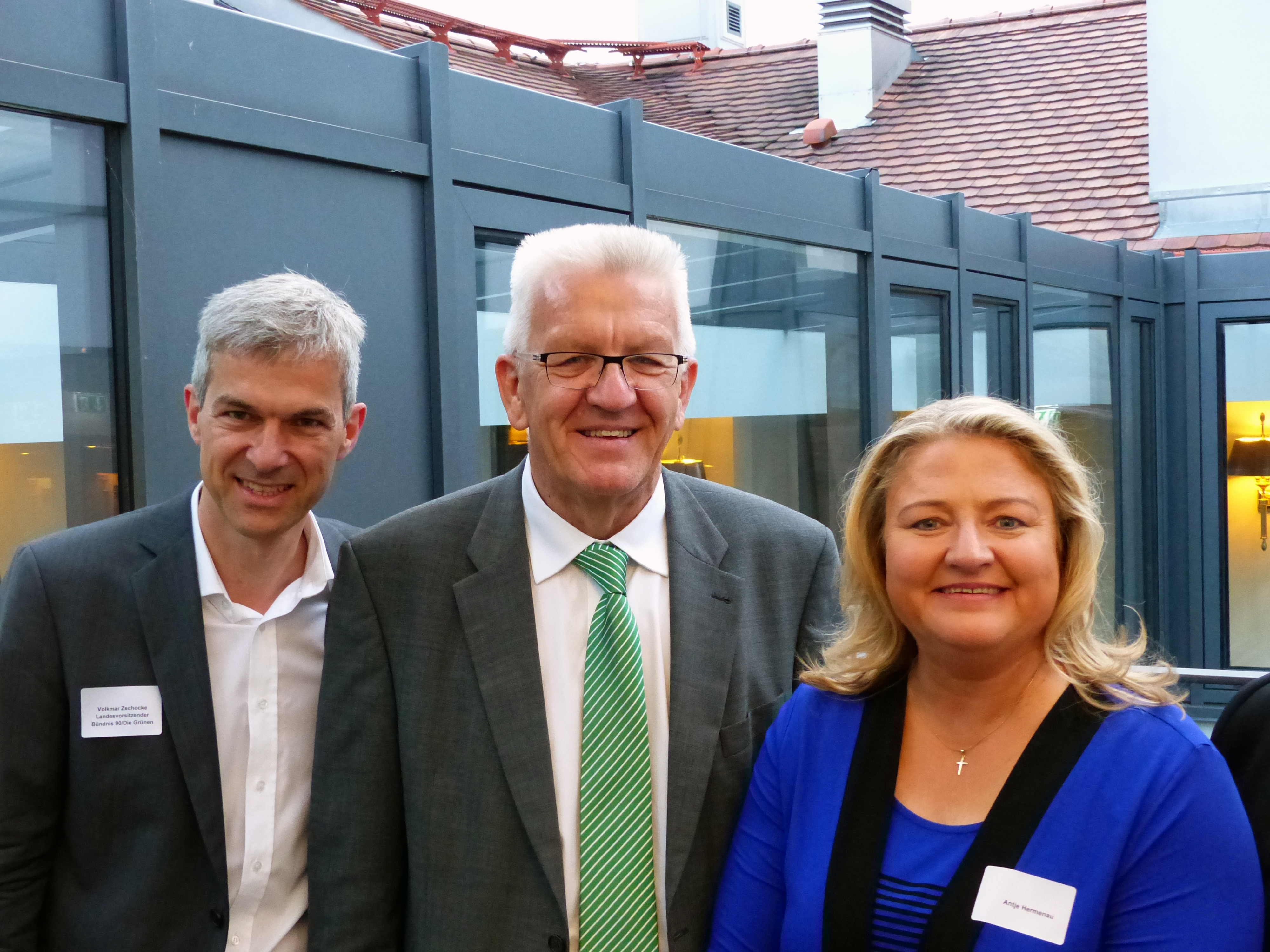
Antje Hermenau zusammen mit Winfried Kretschmann und Volkmar Zschocke im Landtagswahlkampf 2014

Am 10. Juni 2007 stellte Antje Hermenau die Idee einer kollektiven Steuersenkung für alle Frauen vor. Sie könne das durchschnittliche Einkommensdefizit der Frauen in Deutschland ausgleichen. Nach ihren Worten sei dies eine „positive Diskriminierung“, die einer negativen vorzuziehen sei.
Bei der Landtagswahl am 30. August 2009 erreichten Bündnis 90/Die Grünen mit ihrer Spitzenkandidatin Antje Hermenau 6,4 Prozent der Stimmen (9 Mandate). Antje Hermenau wurde als Fraktionsvorsitzende wiedergewählt. Für ihre Äußerung „Wenn ich mit der sächsischen FDP auf Augenhöhe irgendetwas besprechen wollte, müsste ich mich flach auf den Boden legen“ wurde Hermenau am 17. Juni 2010 auf dem Sommerfest der Landespressekonferenz für das Zitat des Jahres ausgezeichnet.
Gemeinsam mit drei weiteren Fraktionsvorsitzenden, Martin Dulig (SPD), Holger Zastrow (FDP) und Steffen Flath (CDU), wurde Hermenau von Landtagspräsident Matthias Rößler in Würdigung ihres Wirkens um die Aufnahme des Neuverschuldungsverbots in die Sächsische Verfassung am 24. Mai 2014 die Sächsische Verfassungsmedaille verliehen.
Bei der Landtagswahl am 31. August 2014, bei der die Grünen einen Stimmenanteil von 5,7 % erreichten, war sie Spitzenkandidatin ihrer Partei. In der Folge erklärte sie am 4. September ihren Verzicht auf eine Kandidatur um den Fraktionsvorsitz, den sie seit 2004 innegehabt hatte. Nachdem sich ein Landesparteitag ihrer Partei am 20. September 2014 nach zwei Sondierungsgesprächen gegen die Aufnahme von Koalitionsverhandlungen mit der sächsischen CDU ausgesprochen hatte, gab sie ihren Rückzug aus der aktiven Politik bekannt. Sie begründete ihren Schritt damit, dass sie das Aufstellen der Grünen als linke Partei und dem Verschließen vor der schwarz-grünen Option, mit der der Landesverband in den Wahlkampf gezogen war, für falsch halte.
Zusammen mit Grimmas Oberbürgermeister Matthias Berger engagiert sich Hermenau seit Herbst 2018 als prominente Person für die neue „Bürgerbewegung für Sachsen“, eine nach eigenen Angaben politische „Sammlungsbewegung der Mitte“.
2019 kandidierte sie erfolglos für die Freien Wähler auf Listenplatz 20 für den Sächsischen Landtag. Seit September 2024 ist als wissenschaftliche Mitarbeiterin für Matthias Berger tätig.

## Autorin

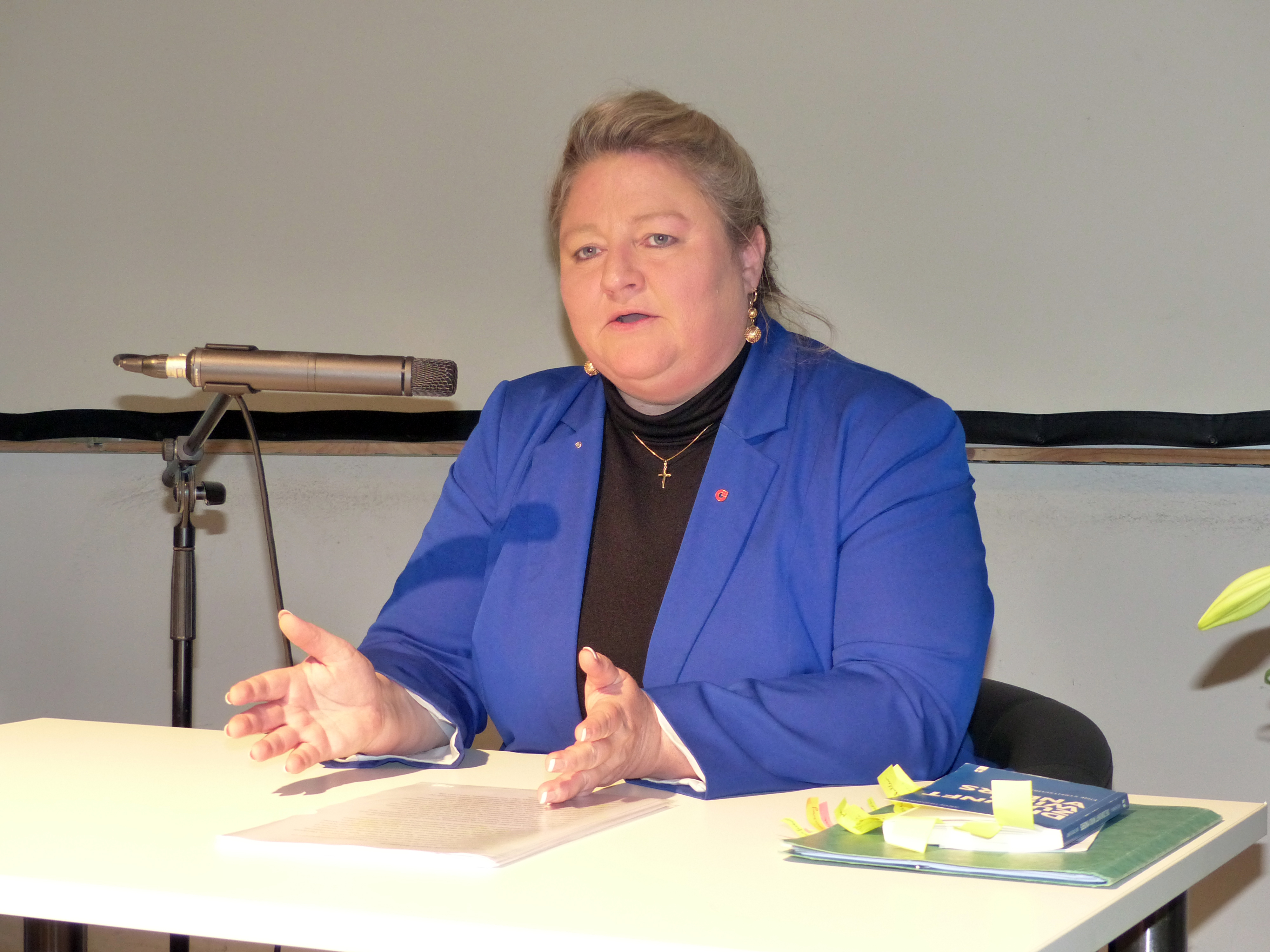
Buchlesung von Antje Hermenau 2015 in Dresden

Seit ihrem Ausscheiden aus der Politik ist sie als Autorin und Politikberaterin für Organisationen und Unternehmen tätig. Im Herbst 2015 veröffentlichte sie eine Streitschrift mit dem Titel Die Zukunft wird anders zu globalen Fragen der sozialen und wirtschaftlichen Entwicklung. Ein Jahr später erregte sie Aufsehen, weil sie eine Lesung aus ihrem Buch bei einer Veranstaltung der AfD durchführte. So schrieb unter anderem Tobias Heimbach in der Tageszeitung Die Welt, dass es „in den sozialen Netzwerken empörte Reaktionen“ gegeben habe. Hermenau begründete ihre Gesprächsbereitschaft mit der AfD damit, dass eine Demokratie davon lebe, miteinander zu reden, was der damalige Landesvorsitzende der Grünen in Sachsen, Jürgen Kasek, als „politische Prostitution bei Demokratiefeinden“ bezeichnete.

## Veröffentlichungen
- Die Zukunft wird anders. Eine Streitschrift. Verlag Hille, Dresden 2015, ISBN 978-3-939025-63-4.
- Ansichten aus der Mitte Europas. Wie Sachsen die Welt sehen. Evangelische Verlagsanstalt, Leipzig 2019, ISBN 978-3-374-05932-4.
- Das große Egal. Essay (Reihe EXIL). BuchHaus Loschwitz, Dresden 2022, ISBN 978-3-9824237-3-9.